# La hija del caníbal
La hija del caníbal es una película hispana-mexicana dirigida y escrita por Antonio Serrano, basada en la novela homónima de Rosa Montero. Estrenada en 2003, el reparto está compuesto por Cecilia Roth, Kuno Becker, Carlos Álvarez-Novoa, Javier Díaz Dueñas, Margarita Isabel, Max Kerlow, Mario Iván Martínez, José Elías Moreno, Héctor Ortega, Enrique Singer, Jorge Zárate y otros.
Conocida, en algunas regiones hispanoparlantes, también con el título de Lucía, Lucía.

## Sinopsis
Ante la misteriosa y sorpresiva desaparición de su marido, Lucía (Cecilia Roth), descubre que su vida no era lo que aparentaba ser. En la insólita búsqueda de su esposo encuentra dos nuevos amigos que la apoyan incondicionalmente: Adrián (Kuno Becker), un joven inexperto y Félix (Carlos Álvarez-Nóvoa), un veterano de muchas batallas. Juntos descubren el valor de la amistad y la pasión, mientras Lucía reinventa su vida. Lucía encuentra un mundo que había olvidado, su capacidad de sonreír y su libertad.

## Reparto
- Cecilia Roth como Lucía
- Carlos Álvarez-Nóvoa como Félix
- Kuno Becker como Adrián
- Margarita Isabel como Mama de Lucía
- Max Kerlow como Old Wehner
- Mario Iván Martínez como Mr. Wehner
- José Elías Moreno como Ramón
- Héctor Ortega como The Cannibal
- Enrique Singer como Undersecretary Ortiga
- Lourdes Villareal como Ministerio público
- Jorge Zárate como Blanco
- Manuel Blejerman como Suspect
- Itatí Cantoral como Vendedora en aerolínea #1
- Fabián Corres como Secuestrados
- Enoc Leaño como El Ruso
- Hildeberto Maya como Ministerio público
- Adela Micha como Anchor woman
- Carlos Torrestorija como Hombre en el cine
- Elizabeth Arciniega como Edith
- Luis Felipe Tovar como Drunk
- Javier Escobar como Asistente 1
- Jorge Salinas como Guardia de seguridad
- Balo Bucio como Asistente 2
- Mónika Sánchez como Actriz
- Juan Carlos Barreto como Asistente 3
- Socorro de la Campa como Cashier
- Teresina Bueno como Clienta en la tienda
- Gabriel de Cervantes como Secretario particular
- Carlos Coss como Asistente de TV
- Jaime Estrada como Policía 1
- Elizabeth Guindi como Señorita caja fuerte
- Óscar Fernando como Niño de las rosas
- Carmen Madrid como Clienta de la tienda 1
- Guadalupe Noel como Portera
- Mario Humberto Padilla como Patrullero
- Dalilah Polanco como Madre 1
- Tae Solana como China
- Georgina Tábora como Secretaria de la maqilladora
- Ana Urquidi como Dependiente de la aerolínea 2
- Guillermo Von Son como Ramiro
- Merced Victoriano Zaragoza como Cantinero
- Javier Díaz Dueñas como Inspector García
- Vivian Pierce como Estrella

## Banda sonora

### Lista de temas
1. Caníbal - Kinky con la voz invitada de Lupe Esparza (04:07)
2. Amor secreto - Ángeles de Charly (03:04)
3. 16 - Los Súper Elegantes (03:45)
4. No rompas mi corazón - Caballo Dorado (03:37)
5. En tus ojos - Volován (02:46)
6. Nunca voy a olvidarte - Bronco (02:23)
7. Herbert - Le Hammond Inferno (07:11)
8. Farsa - Babasónicos (03:42)
9. Sábanas blancas/Cama estrecha - Mastretta (03:01)
10. Te Voy A Amar - Pesado (03:32)
11. Chimpancingo - Silverio (04:29)
12. La pastora - Los Chicanos (03:06)
13. La hora de los novios - Los Babys (02:36)
14. Caja fuerte (Score) - Mastretta (03:34)
15. Amor en Sinaloa (Score) - Mastretta (01:30)
16. Pesadilla (Score) - Mastretta (01:36)
17. La guarida (Score) - Mastretta (01:58)
18. La ballena feliz (Score) - Mastretta (03:01)
19. Memoria - Murcof (05:57)